# Free (album av Bonfire)
Free är det nionde studioalbumet av den tyska hårdrocksgruppen Bonfire från 2003. Samtliga låtar är skrivna av sångaren Claus Lessmann och gitarristen Hans Ziller, medan Uwe Köhler och Jürgen Wiehler har hjälpt till med att skriva tre av låtarna. Bonfire har aldrig legat på den amerikanska billboardlistan med Free.

## Låtlista
| Nr  | Titel                            | Kompositör                        | Längd |
| --- | -------------------------------- | --------------------------------- | ----- |
| 1.  | On And On...                     | Lessmann, Ziller                  | 4:04  |
| 2.  | I Would Do Anything 4 U          | Lessmann, Ziller, Köhler, Wiehler | 4:15  |
| 3.  | What About Love?                 | Lessmann, Ziller                  | 5:00  |
| 4.  | Rock N' Roll Star (Born To Rock) | Lessmann, Ziller                  | 3:57  |
| 5.  | Free                             | Lessmann, Ziller, Köhler, Wiehler | 6:12  |
| 6.  | Preachers & Whores               | Lessmann, Ziller                  | 4:44  |
| 7.  | Love CCA                         | Lessmann, Ziller                  | 4:46  |
| 8.  | Give A Little                    | Lessmann, Ziller                  | 4:27  |
| 9.  | September On My Mind             | Lessmann, Ziller, Köhler, Wiehler | 4:38  |
| 10. | Friends                          | Lessmann, Ziller                  | 5:42  |

## Band medlemmar
- Claus Lessmann - sång, bakgrundssång
- Hans Ziller - gitarr & bakgrundssång
- Uwe Köhler - bas, bakgrundssång
- Jürgen Wiehler - trummor, bakgrundssång